# Miętusie Wywierzysko

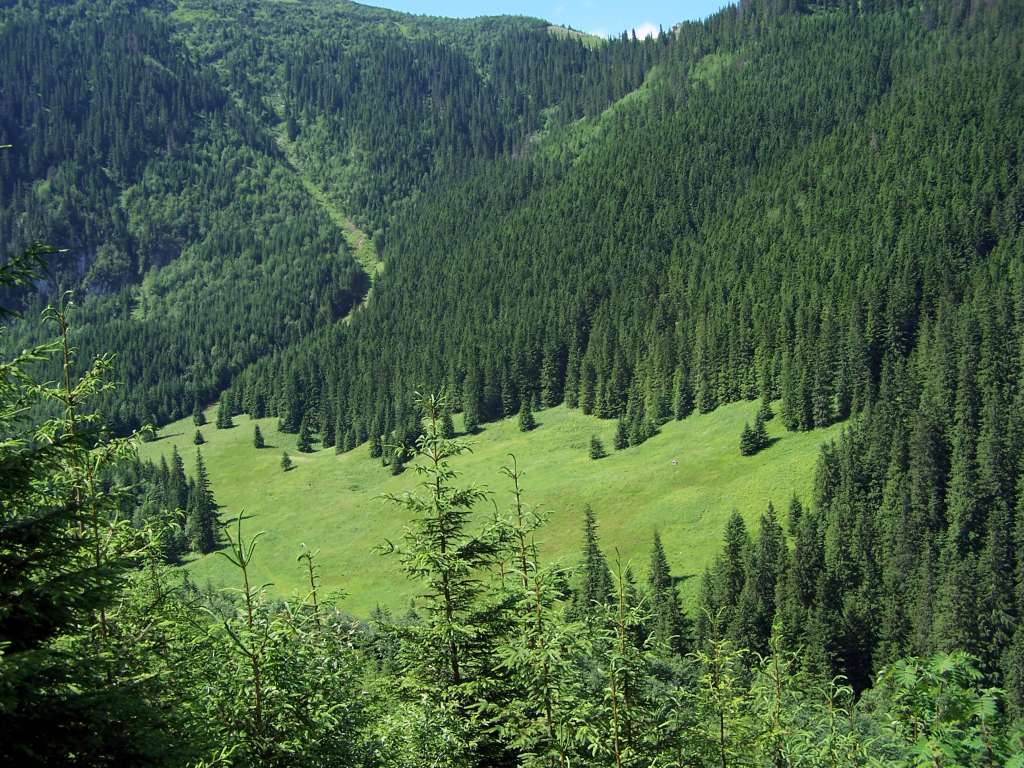
Wyżnia Miętusia Rówień, na której znajduje się Miętusie Wywierzysko

Miętusie Wywierzysko, zwane też Miętusim Źródełkiem – niewielkie wywierzysko w Dolinie Miętusiej (zachodnia odnoga Doliny Kościeliskiej) w Tatrach Zachodnich. Znajduje się na Wyżniej Miętusiej Równi, nieco poniżej Wantul, na wysokości ok. 1145 m n.p.m. Ma głębokość 1 m i wydajność kilkudziesięciu litrów wody na sekundę, jednak przy dłuższych bezdeszczowych okresach jesienią i również w zimie wysycha zupełnie lub też wypływ jest tak niewielki, że woda od razu wsiąka w ziemię<. Z Wywierzyska Miętusiego wypływa Miętusi Potok, będący dopływem Kościeliskiego Potoku.